# 深圳体育馆

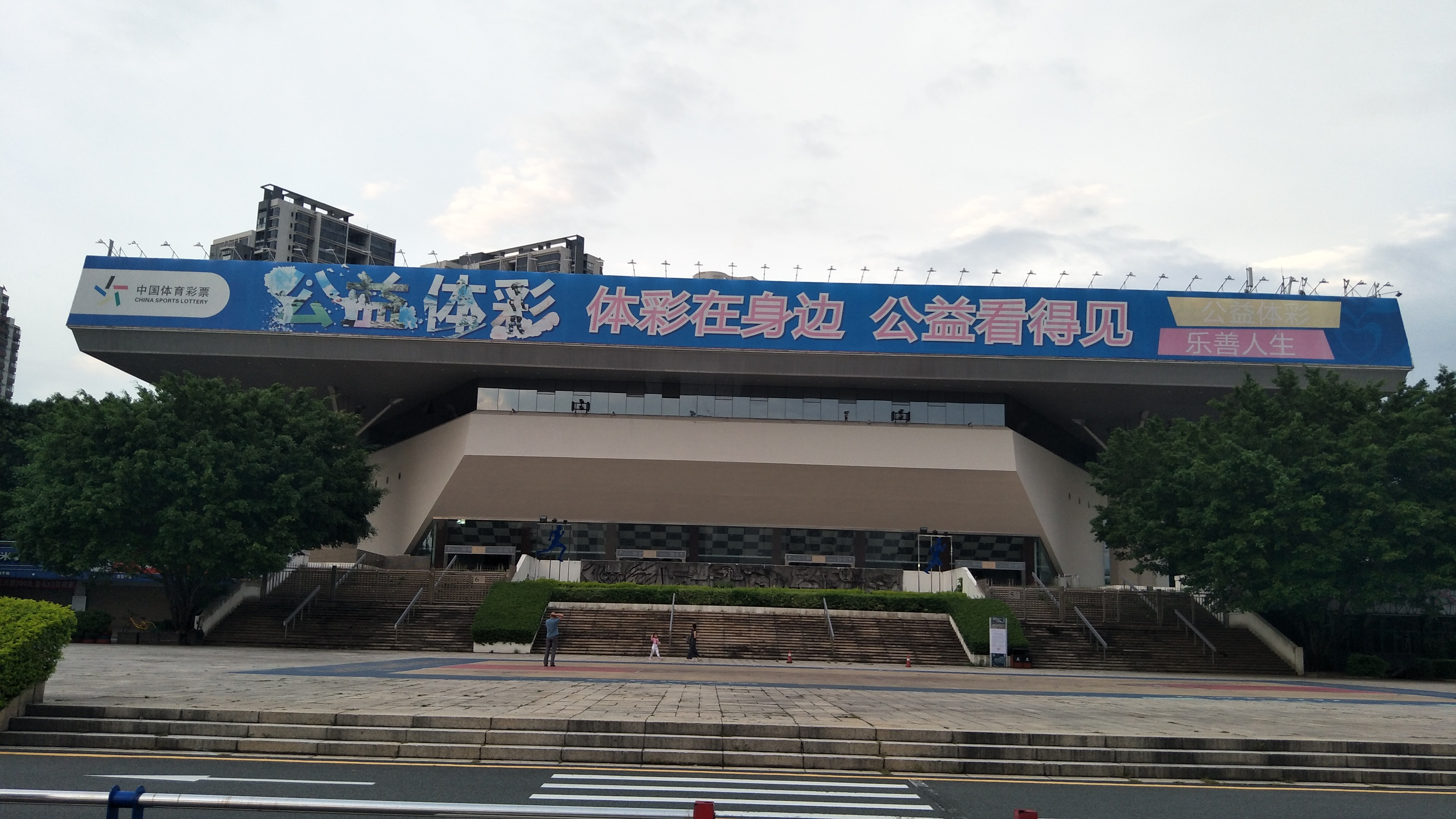
深圳体育馆重建前的旧馆

深圳体育馆（深圳市体育中心体育馆），是中国深圳市的一座多功能体育场馆，启用于1985年12月，2018年拆除重建，2024年重新对外开放。新建的体育馆主馆可容纳1.5万名观众。

## 历史
1983年，深圳市人民政府投资5500万元兴建深圳体育馆，1984年7月动工，由中国首家中外合资设计公司华森建筑与工程设计顾问公司负责设计，四川省第三建筑工程公司承建，建筑采用正方形四柱支承网架结构，总重1500吨的屋顶通过8个500吨级千斤顶同步顶升工艺完成施工，为国内首创，更获评为全国第一批、深圳市第一座建筑工程鲁班奖。1985年12月22日，深圳市体育馆举行开馆典礼，同时举行了深圳市第二届运动会的闭幕式。
深圳体育馆是当时全国设备最先进、功能最齐全的体育馆之一，设有4000个座位（后经改造达到约6000个），在硬件和管理上均达到全国领先水平，1986年10月，举办首场大型赛事第8届亚洲乒乓球锦标赛。1986年11月，举行第四届全国“力士杯”男女健美比赛，轰动全国。1987年，承办第六届全运会的体操和艺术体操比赛。1988年12月16日，举行“体操王子”李宁告别体坛演唱会。开馆后前三年，观众年流量是深圳人口的1.5倍，场馆利用率曾高居全国第一。作为当时深圳市唯一能承接文娱活动的场地，深圳体育馆一年举办100多场赛事、演出和大型活动，包括深圳建市10周年、20周年纪念活动，更是国内外明星举办演唱会的首选场地。
2000年后，随着深圳一批新体育场馆建成，深圳体育馆因容量小、配套落后，逐渐无法满足国际赛事需求，利用率下降。2018年，深圳获得WTA年终总决赛的举办权后，决定改造原有的深圳市体育中心，其中深圳体育馆将整体拆除重建。2018年8月5日，在举办2018国际篮联3×3大师赛深圳预选赛后，深圳体育馆暂停对外开放。2018年8月10日，开始清拆工作，因体育馆位于市中心，清拆工作将全部通过人工拆除进行。2019年7月8日上午11时40分，体育馆在拆除过程中发生坍塌，导致4名施工人员被困。经救援，3人因伤势过重死亡，1人重伤，另有2名外围施工人员受伤。因坍塌事故及新冠疫情影响，工程搁置长达一年时间。2021年7月，中建八局以12.97亿元中标体育馆重建项目。
2024年10月18日，重建后的深圳体育馆正式投入使用，首场赛事为2024-2025赛季中国男子篮球职业联赛常规赛第三轮“深圳马可波罗对江苏肯帝亚”。

## 场馆概况

### 第一代（1987年—2018年）
占地面积为10000平方米，建筑面积21200平方米，为体现力量感和向上精神，采用四柱支承网架的建筑结构样式，屋盖与看台以一条玻璃带窗作为过渡。其中主馆面积1188平方米，分为四层，设有6000个座位，分红、黄、蓝、绿四个观众区域，并设有残障人士专座。馆内比赛主场长44米，宽27米，配备了中央空调系统、大型电子显示屏和计分牌、电视监控、广播及多组形式的通讯系统等设施。

### 第二代（2024年-）

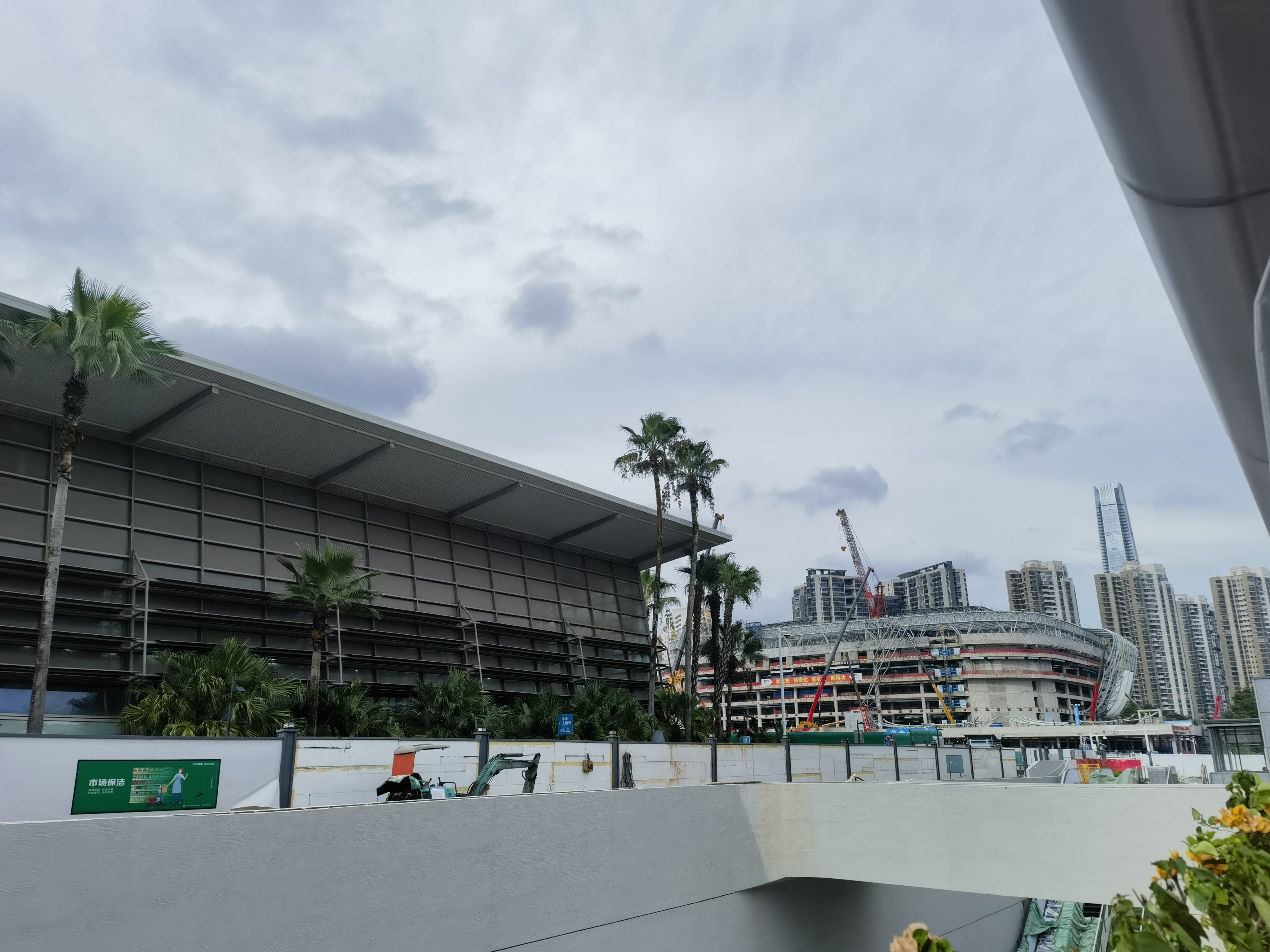
2023年8月深圳体育中心周边，左为游泳跳水馆，右是深圳体育馆第二代馆舍工地

主馆为可同时容纳1.5万名观众的综合馆，是国内首例集“开合屋盖”与“可折叠移动式斗屏”于一体的大型综合体育馆，可满足篮球、网球、冰球、体操等16项高级别比赛的快速切换，并可根据天气和赛事需求调整室内环境。副馆座位2400个，内设篮球热身馆、篮球训练场等，可满足赛事热身活动需求。